# محمد الفزازي
مُحَمَّدُ بنُ محمدٍ الفَزَازِيُّ (مواليد 1369 هـ/1949 مـ) داعيةٌ مغربي ومعلِّمٌ للغة الفرنسية والرياضيات في مرحلة التعليم الأساسيّ. كان ضمن ثُلَّةٍ من الدعاة والعلماء المغاربة الذين عرّفهم الإعلام المغربيُّ في أول الألفية الثالثة (سنوات 1420) بتسمياتٍ إعلامية مختلفة إحداها «شيوخُ السلفية»، وقد اعتُقل كثير منهم في إبّان «الحرب على الإرهاب» التي شنّتها أمريكا بعد 11 شتنبر 2001 وخاصة بعد تفجيرات 16 مايو 2003 في الدار البيضاء، قبل أن يُفرَج عنهم بعد احتجاجات الربيع العربي سنة 2011. اعتقل محمد الفزازي يوم 28 مايو 2003 بتهمة «التحريض على العنف»، وحُكم عليه بالسَّجنِ النافذِ ثلاثين عاما، ليُفرجَ عنه يوم 14 أبريل 2011. ينتسب إلى قبيلة مرنيسة في جبال الريف، شرق فناسة باب الحيط بإقليم تاونات المنطقة الجبلية الريفية.[بحاجة لمصدر]
بعد الإفراج عنه وبخلاف أغلب المفرَجين عنهم من الدعاة والعلماء أظهر الفزازيُّ في أول فبراير 2012 اعتزامَه إنشاءَ حزب سياسي «تكون مرجعيته إسلامية» ويهدف إلى تأطير الشباب على مفاهيم المواطنة ونبذ التطرف. وكان الفزازي يومَ 15 شتنبر 2011 قد استضاف بمنزله في طنجة الأمريكيَّ طُوم كَرِيكُورِي المستشارَ السياسيَّ لشموئيل كَبْلَان سفيرِ أمريكا في الرباط الذي عرض عليه «إِسْتِرَاتيجيةً أمريكيةً بديلةً تقضي بانفتاحها على الوجوه الإسلامية.» وقد جمعه بهذا المبعوث الأمريكي لقاءٌ ثانٍ وثالثٌ في سنة 2012 لمناقشة مشروعه السياسي. يوصف الفزازي بالشيخ المقرَّب من السلطة وهو من مؤيدي التطبيع المغربي مع دولة إسرائيل التي وصفها بـ«الدولة القوية والراقية والديمقراطية.»

## طلبه للعلم وإنجازاته
لم يكن في بداية شبابه مهتما بطلب العلم الشرعي، بل كان مهتما بالغناء والتمثيل وغيرها من الفنون.[بحاجة لمصدر]
وفي 1976م تغير مسار حياته تماما، حيث انكب على طلب العلم الشرعي الإسلامي بداية على يد والده، ثم على العديد من علماء الدين الإسلامي المغرب في طنجة والدار البيضاء وفاس، ومنهم الدكتور محمد التقي الهلالي، والقاضي الزبير بمدينة الدار البيضاء، وكذلك صهره الفقيه محمد بن حميدو الجباري. أجازه والده في علوم القرآن والسنة النبوية
أتقن اللغة العربية وكتب في الأدب والشعر وله دواوين لم ينشرها لحد الآن (2012م).

## الخطابة
بدأ بممارسة الخطابة الدينية في عام 1976م، وتمت تزكيته كخطيب رسمي من قبل القضاء الشرعي في مدينة طنجة عام 1981م. نال تزكية أخرى في الخطابة من المجلس العلمي في مدينة طنجة في بداية التسعينات. تركزت خطبه، بالإضافة إلى الوعظ الديني النمطي، على الرد على مخالفيه في العقيدة والمنهج.
سنة 2017 وزارة الأوقاف توقف الفيزازي عن الإمامة والخطابة بسبب «زواج الفاتحة» من فتاة عمرها 19 سنة.[بحاجة لمصدر]

## اعتقاله وسجنه
تم اعتقاله في 28 مايو 2003م وهو خارج من مسجد الداخلة في مدينة طنجة بعد انتهائه من صلاة العشاء. تم أخذه إلى الدار البيضاء حيث تمت محاكمته وصدر بحقه حكم بسجنه ثلاثين عاما مع النفاذ. كانت التهمة الموجهة له هي الدعوة والتنظير للفكر الجهادي، والتي اعتبرتها الدولة مسئولة عن تفجيرات الدار البيضاء التي حدثت في مايو 2003م.
تبرأ منه أبوه في إجازة مكتوبة شهد عليها الشيخ بوخبزة ونشرت على اليوتوب. و في سنة 2017 تم التحقيق معه من طرف شرطة طنجة في زواجه من فتاة عمرها 19 سنة فقط بزواج الفاتحة (زواج عرفي).[بحاجة لمصدر]

### «المراجعات»
قضى في السجن حوالي ثمان سنوات استغلها محمد الفزازي لإتمام حفظ القرآن الكريم ولمراجعة الكثير من أفكاره ومفاهيمه ومواقفه من العديد من الشخصيات السياسية والحاكمة في المغرب.
صرح محمد الفزازي بهذه التغييرات في لقائه بأحد المجلات في الدار البيضاء، وألقى العديد من المحاضرات في الجامعات والمحافل المغربية بعد خروجه من السجن، وانعكست فيها التغيرات الواضحة في طريقة تفكيره وعلاقته بالدولة والمجتمع.
كما ألقى الكثير من الخطب والمحاضرات حول الأقليات المسلمة في أوروبا وغيرها، مثل المحاضرات التي ألقاها في ميلانو بإيطاليا بعنوان (الديموقراطية ذلك الصنم) ومحاضرة (التكفير حكم شرعي) وغيرها الكثير.[بحاجة لمصدر]

## حياته الأسرية
كنيته أبو مريم. تزوج امرأتين؛ الأولى كانت في عام 1972م، وله منها عشرة أولاد. والثانية كانت عام 1998م، وله منها ابنتان. للشيخ 6 من الأحفاد.
و في سنة 2017 تزوج من فتاة عمرها 19 سنة فقط بزواج الفاتحة (زواج عرفي)[بحاجة لمصدر]

## كتبه
- رسالة الإسلام إلى مرشد جماعة العدل والإحسان
- ألا في الفتنة سقطوا
- الشورى المفترى عليها والديموقراطية
- عملاء لا علماء خذوا حذركم
- فتاوٍ متسيبة
- قلوب متشابهة
- النذير (طبعتان)
- الفوائد مقالات في كشف ضلالات بعض الجرائد
- توثيق عقد النكاح والرد على من قال إنه كفر بواح
- يهود القبلة (غير منشور)
- لماذا لا نشارك في الانتخابات الديموقراطية؟
- شعار «الله الوطن الملك» واليسار المتهالك
- إتحاف المتدينين والساسة بمشروعية استعمال المساجد في السياسة
- السلفيون والحكومة المغربية

## وصلات خارجية
- موقع الشيخ محمد الفزازي
- مناظرة له مع الشيخ حسون على يوتيوب
- تصريحه بعد خروجه من السجن
- مناظرة له مع العلمانيين على يوتيوب
- محاضرة التكفير حكم شرعي على يوتيوب
- مناظرة مع الشيخ عرعور على يوتيوب
- مناظرة له مع اللاديني هشام المصري على يوتيوب